# طيطوي الغياط

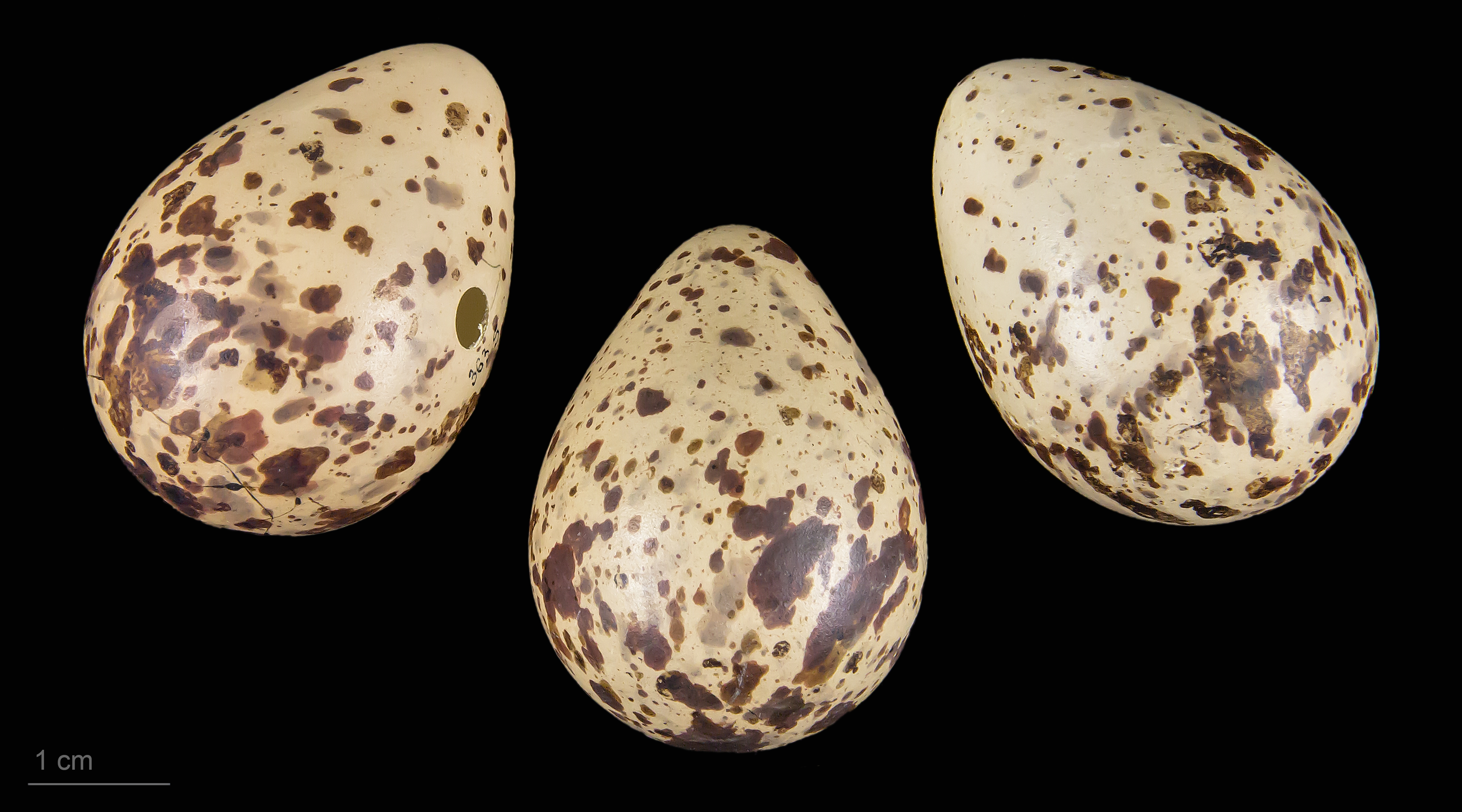
Tringa glareola

طيطوي الغياط (الاسم العلمي: Tringa  glareola) (بالإنجليزية: Wood  Sandpiper)‏ هو طائر ينتمي إلى طيطوي وشنقب (فصيلة: Scolopacidae).